# Шодек (Нью-Йорк)
Шодек (англ. Schodack) — місто (англ. town) в США, в окрузі Ренсселер штату Нью-Йорк. Населення — 12 965 осіб (2020).

## Демографія
Згідно з переписом 2010 року, у місті мешкали 12 794 особи в 5062 домогосподарствах у складі 3562 родин. Було 5372 помешкання
Расовий склад населення:
| - 96,6 % — білих - 0,9 % — чорних або афроамериканців - 0,7 % — азіатів - 0,1 % — корінних американців |

До двох чи більше рас належало 1,4 %. Частка іспаномовних становила 2,2 % від усіх жителів.
За віковим діапазоном населення розподілялося таким чином: 22,6 % — особи молодші 18 років, 62,7 % — особи у віці 18—64 років, 14,7 % — особи у віці 65 років та старші. Медіана віку мешканця становила 43,4 року. На 100 осіб жіночої статі у місті припадало 97,2 чоловіків;  на 100 жінок у віці від 18 років та старших — 96,1 чоловіків також старших 18 років.
Середній дохід на одне домашнє господарство  становив 103 964 долари США (медіана — 79 740), а середній дохід на одну сім'ю — 120 094 долари (медіана — 92 487). Медіана доходів становила 65 653 долари для чоловіків та 48 786 доларів для жінок. За межею бідності перебувало 3,6 % осіб, у тому числі 4,9 % дітей у віці до 18 років та 2,9 % осіб у віці 65 років та старших.
Цивільне працевлаштоване населення становило 6865 осіб. Основні галузі зайнятості: освіта, охорона здоров'я та соціальна допомога — 25,1 %, публічна адміністрація — 12,8 %, науковці, спеціалісти, менеджери — 11,8 %, роздрібна торгівля — 11,0 %.